# The White Fortress
The White Fortress (en bosnio: Tabija) es una película dramática bosnia-canadiense de 2021, dirigido por Igor Drljaca.
El reparto de la película también incluye a Izudin Bajrović, Ermin Bravo, Hasija Borić, Kerim Čutuna y Jasmin Geljo.
La película se estrenó el 1 de marzo de 2021 en el 71.ª Festival Internacional de Cine de Berlín. Tuvo su estreno canadiense en el Festival Internacional de Cine de Vancouver 2021. Fue seleccionada como la entrada de Bosnia para el premio al Mejor Película Internacional en la 94.ª edición de los Premios de la Academia.

## Sinopsis
Faruk (Pavle Čemerikić), un huérfano adolescente que vive con su abuela en los suburbios de Sarajevo, se ve envuelto en un romance con Mona (Sumeja Dardagan), miembro de una familia rica y políticamente poderosa.
 